# Ray Wilkins
Raymond Colin Wilkins, mer känd som Ray Wilkins, född 14 september 1956 i Hillingdon i London, död 4 april 2018 i Tooting i Wandsworth i London, var en engelsk fotbollsspelare och tränare. 
Wilkins spelade under sin fotbollskarriär i en rad storklubbar, såsom Chelsea, Manchester United och Milan. Han gjorde även 84 landskamper för England. Efter karriären fortsatte han som tränare och var bland annat assisterande tränare för Chelsea i två omgångar samt tränare för Englands U21-landslag och Jordaniens landslag.